# FIS Marathon Cup 2006/2007
FIS Marathon Cup 2006/2007 var den åttonde upplagan av FIS Marathon Cup, arrangerat av Worldloppet Ski Federation. Den svenske långloppsåkaren Jerry Ahrlin segrade överlägset före Jørgen Aukland (NOR) och Stanislav Rezac (CZE).

## Deltävlingar
Säsongen 2006/2007 ingick följande tävlingar i FIS Marathon Cup 
- La Sgambeda,  Italien
- Jizerská padesátka,  Tjeckien
- Dolomitenlauf,  Österrike
- Marcialonga,  Italien
- König-Ludwig-Lauf,  Tyskland
- La Transjurassienne,  Frankrike
- Tartu Maraton,  Estland
- Finlandialoppet,  Finland
- Vasaloppet,  Sverige
- Engadin Skimarathon,  Schweiz
- Birkebeinerrennet,  Norge

## Tävlingar

### Herrar
| Lopp | Datum            | Ort                              | Distans                    | Etta          | Tvåa             | Trea              |
| ---- | ---------------- | -------------------------------- | -------------------------- | ------------- | ---------------- | ----------------- |
| 1.   | 17 december 2006 | Livigno - La Sgambeda            | 42 kilometer fristil       | Jerry Ahrlin  | Marco Fiorentini | Biagio di Santo   |
| 2.   | 14 januari 2007  | Bedřichov - Jizerská Padesátka   | 50 kilometer klassisk stil | inställt      | inställt         | inställt          |
| 3.   | 28 januari 2007  | Predazzo - Marcialonga           | 70 kilometer klassisk stil | Jerry Ahrlin  | Jørgen Aukland   | Marco Cattaneo    |
| 4.   | 4 februari 2007  | Oberammergau - König-Ludwig-Lauf | 50 kilometer klassisk stil | Daniel Tynell | Stanislav Řezáč  | Jerry Ahrlin      |
| 5.   | 11 februari 2007 | Lamoura - Transjurassienne       | 76 kilometer fristil       | inställt      | inställt         | inställt          |
| 6.   | 18 februari 2007 | Otepää - Tartu Maraton           | 63 kilometer klassisk stil | Jerry Ahrlin  | Stanislav Řezáč  | Daniel Tynell     |
| 7.   | 4 mars 2007      | Sälen - Vasaloppet               | 90 kilometer klassisk stil | Oskar Svärd   | Jerry Ahrlin     | Jørgen Aukland    |
| 8.   | 11 mars 2007     | Samedan - Engadin Skimarathon    | 42 kilometer fristil       | Dario Cologna | Toni Livers      | Christian Stebler |

### Damer
| Lopp | Datum            | Ort                              | Distans                    | Etta            | Tvåa          | Trea              |
| ---- | ---------------- | -------------------------------- | -------------------------- | --------------- | ------------- | ----------------- |
| 1.   | 17 december 2006 | Livigno - La Sgambeda            | 42 kilometer fristil       | Lara Peyrot     | Jenny Hansson | Veronica Cavallar |
| 2.   | 14 januari 2007  | Bedřichov - Jizerská Padesátka   | 50 kilometer klassisk stil | inställto       | inställto     | inställto         |
| 3.   | 28 januari 2007  | Predazzo - Marcialonga           | 70 kilometer klassisk stil | Hilde Pedersen  | Elin Ek       | Susanne Nyström   |
| 4.   | 4 februari 2007  | Oberammergau - König-Ludwig-Lauf | 50 kilometer klassisk stil | Elin Ek         | Jenny Hansson | Lara Peyrot       |
| 5.   | 11 februari 2007 | Lamoura - Transjurassienne       | 54 kilometer fristil       | inställt        | inställt      | inställt          |
| 6.   | 18 februari 2007 | Otepää - Tartu Maraton           | 63 kilometer klassisk stil | Elin Ek         | Lara Peyrot   | Jenny Hansson     |
| 7.   | 4 mars 2007      | Sälen - Vasaloppet               | 90 kilometer klassisk stil | Elin Ek         | Jenny Hansson | Lara Peyrot       |
| 8.   | 11 mars 2007     | Samedan - Engadin Skimarathon    | 42 kilometer fristil       | Laurence Rochat | Elin Ek       | Ursina Badilatti  |

### Fotnoter
1. ↑  FIS Marathon Cup 2006/2007 Arkiverad 2 december 2012 hämtat från the Wayback Machine. (engelska)